# Midnight Rambler
"Midnight Rambler" er en sang fra det engelske rock ’n’ roll band The Rolling Stones, som blev udgivet på deres album fra 1969 Let It Bleed.
Sangen bliver sagt at være skrevet over Albert DeSalvo, og sanger Mick Jagger flettede små bider af hans tilståelse ind i teksten . 
Om at skabe sangen fortæller Jagger i et interview fra 1995 til Rolling Stone:
Det er en sang som Keith Richards og jeg virkelig skrev sammen. Vi var på en ferie i Italien. Vi var i en meget smuk by, Positano, nogle nætter. Hvorfor vi skrev sådan en mørk sang i denne smukke, solskins by ved jeg virkelig ikke. Vi skrev det hele der. Tempoet ændrede altid. Og jeg spiller mundharmonika på de små cafeer, og Keith sad med guitaren. 
Da spørgsmålet om sangen kom i et interview i 1971 med Rolling Stone sagde Richards:
 Sædvanligvis når man skriver smider man bare noget til Mick, og lader ham have det, bare lad det kører og lytte til det og begyndt at samle nogle ord der kommer op, og bygger videre på det. En masse mennesker beklager at de ikke kan høre stemmen ordentligt. Hvis ordene kommer ud er det fint, hvis de ikke gør så er det også ok, fordi det kan mene tusinde af forskellige ting for alle . 
Indspilningerne til ”Midnight Rambler” begyndte den 9. og 10. februar 1969 i Londons Olympic Studios. Jagger sang og spillede sangen kendte mundharmonika, mens Richards spiller alle guitar delene, inklusiv slide. Bill Wyman spiller på bass, og Charlie Watts på trommer. Guitarist Brian Jones blev skrevet på som conga spiller.
”Midnight Rambler” er specielt bemærkelsesværdig i live udgave. I de tidlige år optrådte Jagger sangen rundt på scenen under skrig fra kvinder i publikummet, mens han synger om voldtægt. Det er også ham der spiller mundharmonika. Der ud over er udgaven på Get Yer Ya-Ya's Out! The Rolling Stones in Concert hvor Mick Taylor tilføjer en ekstra guitar. 

### Fodnote
1. ↑  Midnight Rambler by The Rolling Stones Songfacts
2. ↑  "Cover Story: Jagger Remembers : Rolling Stone". Arkiveret fra originalen 13. juni 2007. Hentet 25. september 2007.
3. ↑  Greenfield, Robert. "Keith Richards – Interview". Rolling Stone (magazine) August 19, 1971